# Lonmin
Lonmin plc, anteriormente la división minera de Lonrho plc, es un productor británico de metales del grupo del platino, que opera en el Complejo ígneo de Bushveld en Sudáfrica. Está listado en la Bolsa de valores de Londres. Su oficina registrada está en Londres y su sede operacional está en Johannesburgo, Sudáfrica.
La empresa llamó la atención mundial luego de la huelga de mineros de Marikana en agosto de 2012, en la que cerca de 100 trabajadores fueron heridos de bala (36 murieron y 78 resultaron heridos) por oficiales de la Policía sudafricana.

## Historia
La compañía fue creada en el Reino Unido el 13 de mayo de 1909 como la Minera London and Rhodesian y Land Company Limited.
El empresario británico, Tiny Rowland, fue reclutado como director ejecutivo en 1962. Por muchos años, durante la mitad del siglo XX, fue noticia frecuente, no solo por la parte políticamente sensible del mundo en el que tenía negocios mineros, sino también, en un esfuerzo por convertirse en un conglomerado no solo dependiente en esa línea de negocio, por una serie de batallas de adquisición, la más notable contra la tienda departamental Harrods, en Knightsbridge.
En 1968, Lonrho adquirió la Corporación Ashanti Goldfields, un compañía minera de oro en Ghana.  El exministro Conservador Duncan Sandys, directivo de Ashanti, se convirtió en presidente de Lonrho en 1972.
Sir Angus Ogilvy, casado con una miembro de la familia real británica (Alejandra de Kent), fue director de Lonrho y esto aumentó el interés de los medios en los asuntos de la compañía. La carrera de Ogilvy terminó cuando Lonrho estuvo involucrada en un escándalo de sanciones sobre el comercio con Rodesia. El primer ministro, Edward Heath, criticó a la compañía, describiéndola en la Cámara de los Comunes del Reino Unido de 1973 como "una cara desagradable e inaceptable del capitalismo."
Para 1979, Lonrho empleó a 140,000 personas en todo el mundo.
Durante la década de 1980, Lonrho entró al mercado de los periódicos británicos, comprando el diario dominical The Observer en 1981  y el recién lanzado diario Today en 1986. Today fue vendido a News International el año siguiente, mientras el Guardian Media Group compró el Observer en 1993.
En octubre de 2017, el Foro Minero de Sudáfrica (MFSA) y el presidente Jacob Zuma de Inversiones Bapo ba Mogale (BBMI) ha pedido suspender la licencia operativa de Lonmin  por una no-conformidad con su plan social y laboral (SLP) para los años 2014 a 2018.